# Brochet 197
Brochet 197 är ett reservat i Kanada.   Det ligger i provinsen Manitoba, i den centrala delen av landet, 2 200 km nordväst om huvudstaden Ottawa.
Trakten runt Brochet 197 är nära nog obefolkad, med mindre än två invånare per kvadratkilometer.